# Jean-Claude Ellena
Pour les articles homonymes, voir Ellena.
Jean-Claude Ellena, né le 7 avril 1947 à Grasse, est un parfumeur français. Il a collaboré avec des grandes marques comme Hermès (dont il a été le nez exclusif pendant 14 ans) ou Le Couvent. 

## Biographie
Né à Grasse, Jean-Claude Ellena débute chez Chiris en 1963, avant de rejoindre en 1968 l’école de Parfumerie de Givaudan à Genève. 
Il réalise des parfums pour de grandes maisons puis, en 2004, il devient le parfumeur exclusif d'Hermès, et ce pendant 14 années consécutives. Il a notamment créé pour Hermès la collection Hermessence, la collection des « Parfums-Jardins », Terre d'Hermès, Voyage d'Hermès, et la collection des Colognes Hermès (Eau de Pamplemousse Rose, Eau de Gentiane Blanche, Eau de Narcisse Bleu, Eau de Mandarine Ambrée et Eau de Néroli Doré).
En 2011, il est nommé au grade de chevalier des Arts et des Lettres. 
En 2019, il devient directeur de création olfactive exclusif de la Maison de Parfums Le Couvent, pour laquelle il crée une collection de six parfums signature, et co-signe une vingtaine d'autres créations en collaboration avec des jeunes parfumeurs jusqu'en 2024.
À côté de son métier de parfumeur, Jean-Claude Ellena est aussi un auteur. En septembre 2007, il publie aux Presses universitaires de France, dans la collection Que sais-je ? un ouvrage consacré au parfum, succédant à celui d'Edmond Roudnitska publié pour la première fois en 1980. En 2011 il publie Journal d'un parfumeur, traduit dans une dizaine de langues et en 2013 le roman La Note Verte, aux Éditions Sabine Wiespieser. En 2017, il continue sa carrière d'auteur et publie L'Écrivain d’odeurs aux éditions Nez Littérature et en 2019, La Fabuleuse Histoire de l’eau de Cologne, chez Nez éditions. En 2020, il publie aux éditions Arthaud l'Atlas de Botanique parfumée. 

### Vie privée
Marié en 1967 avec Susannah Cusack, il est père d'une fille, aujourd’hui à la fois parfumeur et conteuse, et d’un fils, architecte.

## Récompenses
- 2024 - Mimosa (Le Couvent - Maison de Parfum) : Prix du "Best Scent Scenario", Awards for Artistic Perfume, Shanghai China
- 2017 - Terre d’Hermès (Hermès) : Catégorie Le prix des 25 ans
- 2016 - Le Jardin de Monsieur Li (Hermès) : Catégorie le prix des Professionnels - Catégorie meilleure fragrance masculine et meilleure fragrance féminine en distribution sélective.
- 2015 - Cuir d'Ange (Hermès) : Catégorie le prix des Experts - Meilleur parfum exclusif de grande marque
- 2014 - Jour d’Hermès (Hermès): Catégorie le prix des Professionnels - Catégorie meilleure fragrance nouveauté féminine
- 2014 - FIFI Award, anciennement les Grands Prix du Parfum décernées chaque année depuis 1992 par la Fragrance Foundation France.
- 2010 - Eau de Gentiane Blanche (Hermès) : Prix Coup de Cœur de la rédaction de Marie-Claire
- 1999 - First (Van cleef et Arpels) : Catégorie Hall of Fame[réf. souhaitée].

## Créations
Créations pour Hermès International :
- Collection Hermessence
  - Ambre Narguilé (2004)
  - Poivre Samarcande (2004)
  - Rose Ikebana (2004)
  - Vétiver Tonka (2004)
  - Osmanthe Yunnan (2005)
  - Paprika Brasil (2006)
  - Brin de Réglisse (2007)
  - Vanille Galante (2009)
  - Iris Ukiyoé (2010)
  - Santal Massoïa (2011)
  - Épice Marine (2013)
  - Cuir d'Ange (2014)
  - Muguet Porcelaine (2016)

- Collection des Parfums Jardins
  - Un Jardin en Méditerranée (2003)
  - Un Jardin sur Le Nil (2005)
  - Un Jardin après la Mousson (2008)
  - Un jardin sur le Toit (2011)
  - Le jardin de Monsieur Li (2015)

- Collection Colognes d’Hermès
  - Cologne Eau de pamplemousse rose (2009)
  - Cologne Eau de gentiane blanche (2009)
  - Cologne Eau de mandarine ambrée (2013)
  - Cologne Eau de narcisse bleu (2013)
  - Cologne Eau de néroli doré (2016)

- Autres Collections
  - Élixir des Merveilles (2006)
  - Terre d'Hermès (2006)
  - Kelly Calèche (2007)
  - Voyage d'Hermès (2010)
  - Eau claire des Merveilles (2011)
  - Jour d'Hermès (2013)
  - Jour d'Hermès Absolu (2014)
  - Terre d'Hermès Eau Très Fraîche (2014)
  - Bel ami vétiver (2014)
  - Jour d'Hermès Gardénia (2015)
  - Équipage Géranium (2015)
  - Rose Amazone (2015)

Créations pour LE COUVENT - Maison de Parfum : 
- Collection les Parfums Signature
  - Mimosa (2021)
  - Tuberosa (2021)
  - Ambra (2021)
  - Vetivera (2022)
  - Peonia (2023)
  - Tonka (2024)

- Collection les Eaux de Parfum Singulières, en tant que Directeur de Création Olfactive
  - Nubica (2019)
  - Lysandra (2019)
  - Hattaï (2019)
  - Saïga (2019)
  - Heliaca (2019)
  - Theria (2021)
  - Agapi (2022)

- Collection les Eaux de Parfum Remarquables, en tant que Directeur de Création Olfactive
  - Santa Cruz (2019)
  - Portobello (2019)
  - Tinhare (2019)
  - Smyrna (2019)
  - Fort Royal (2019)
  - Kythnos (2019)
  - Palmarola (2019)
  - Anori (2019)
  - Solano (2019)
  - Sperone (2023)
  - Ilhabela (2024)

- Collection les Botaniques, en tant que Directeur de Création Olfactive
  - Aqua Majestae (2019)
  - Aqua Imperi (2019)
  - Aqua Nymphae (2019)
  - Aqua Minimes (2019)
  - Aqua Palmaris (2020)
  - Aqua Millefolia (2020)
  - Aqua Amantia (2020)
  - Aqua Mahana (2022)

- Créations pour Les Éditions de Parfums Frédéric Malle : 
  - Angéliques sous la Pluie (2000)
  - Cologne Bigarade (2001)
  - Bigarade Concentrée (2002)
  - L'Eau d'Hiver (2003)
  - Rose & Cuir (2019)
  - Heaven can wait (2023)

- Créations pour Bulgari :
  - Eau Parfumée au Thé Vert (1992)
  - Eau Parfumée au Thé Vert Extrême (1996)

- Créations pour L'Artisan Parfumeur :
  - L'eau du Navigateur (1980)
  - La Haie Fleurie du Hameau (1980)
  - L'eau d'Ambre Extrême (2001)
  - Bois Farine (2003)

- Créations pour Van Cleef & Arpels : 
  - First (1976)
  -  Miss Arpels (1994)

- Créations pour The Different Company :
  - Bois d’Iris (2000)
  - Bergamote (2004)
  - Osmanthus (2001)
  - Rose Poivrée (2001)

- Créations diverses :
  - Eau de Campagne (1976) pour Sisley,
  - L'Or Noir (1980) pour Pascal Morabito
  - Rumba (1988) avec Ron Winnegrad pour Balenciaga,
  - Globe (1990) pour Rochas,
  - Déclaration (1998) pour Cartier,
  - In Love Again (1998) pour Yves Saint Laurent,
  - Aromantic (1999) pour Decléor,
  - Amouage Dia femme, pour Amouage (2002)
  - Bazar Femme (2002) avec Bertrand Duchaufour & Emilie Copperman pour Christian Lacroix,
  - Blanc (2003) pour Paul & Joe,
  - Colonia Assoluta (2003) avec Bertrand Duchaufour pour Acqua di Parma,
  - Emporio Armani Night for her (2003) avec Lucas Sieuzac pour Giorgio Armani,
  - Eau de Lalique avec Emilie Copperman pour Lalique
  - Essence Rare (2019) pour Houbigant.

## Ouvrages
- Josette Gontier et Jean-Claude Ellena, Mémoires du Parfum, Saint-Rémy-de-Provence, Equinoxe, Collection L'imagier, 2003, 168 p. (ISBN 978-2-84135-385-9)
- Jean-Claude Ellena, Le parfum, Paris, Que sais-je? (no 1888), janvier 2021, 6e éd. (1re éd. 2007), 128 p. (ISBN 978-2-7154-0561-5)
- Jean-Claude Ellena, Journal d'un parfumeur : suivi d'un Abrégé d'odeurs, Paris, Sabine Wespieser éditeur, 2011, 160 p. (ISBN 978-2-84805-097-3)
- Jean-Claude Ellena, La Note verte, Paris, Sabine Wespieser éditeur, 2013, 144 p.  (ISBN 978-2-84805-146-8)
- Jean-Claude Ellena, L'Écrivain d'odeurs, Nez littérature/Le Contrepoint, 2017, 224 p.  (ISBN 978-2-37063-056-8)
- Jean-Claude Ellena, La Fabuleuse Histoire de l’eau de Cologne, Nez éditions, 2019.  (ISBN 9782370630810)
- Jean-Claude Ellena, Atlas de botanique parfumée, Illustrations de Karin Doering-Froger, Arthaud, 2020,  (ISBN 9782081489141).
- Jean-Claude Ellena, Petit Lexique des amateurs épris d'odeurs et de parfums, Acte Sud, 2021.  (ISBN 9782330151638).
- Jean-Claude Ellena, L'Odeur des jours, Arthaud, 2023. (ISBN 9782080280879)